# NGC 5642
NGC 5642 (również PGC 51751 lub UGC 9301) – galaktyka eliptyczna (E), znajdująca się w gwiazdozbiorze Wolarza. Odkrył ją William Herschel 16 maja 1784 roku.